# Gustaf Nordblom
Gustaf Otto Wilhelm Nordblom, född 22 september 1869 i Varberg, död 18 november 1927 i New York, var en svensk-amerikansk målare och tecknare.
Han var son till grosshandlaren GOE Nordblom och hans hustru Emelie och gift med Ebba Stoopendaal. Nordblom reste som ung till Paris där han studerade porträttmåleri. Han medverkade i en konstutställning i Göteborg 1891. I slutet av 1890-talet emigrerade han tillsammans med sin familj till Klondyke i Alaska där man försörjde som snabbtecknare och pastellmålare. Efter några år återvände man till Sverige där Nordblom försökte sig på att bli fabrikör och uppfinnare i Härryda, men verksamheten kom inte att ge någon vinst. Efter ett par år emigrerade han med sin fru och sju barn definitivt till Amerika där han var verksam som porträttmålare. 